# 邵志豪
邵志豪（1974年6月—），浙江宁波人，汉族，中国共产党党员。中华人民共和国政治人物、第十三届全国人民代表大会吉林地区代表。
2017年至今，担任东北师范大学附属中学校长，兼任党委副书记。2018年2月24日，当选为第十三届全国人大代表。